# Jezioro Żółwińskie

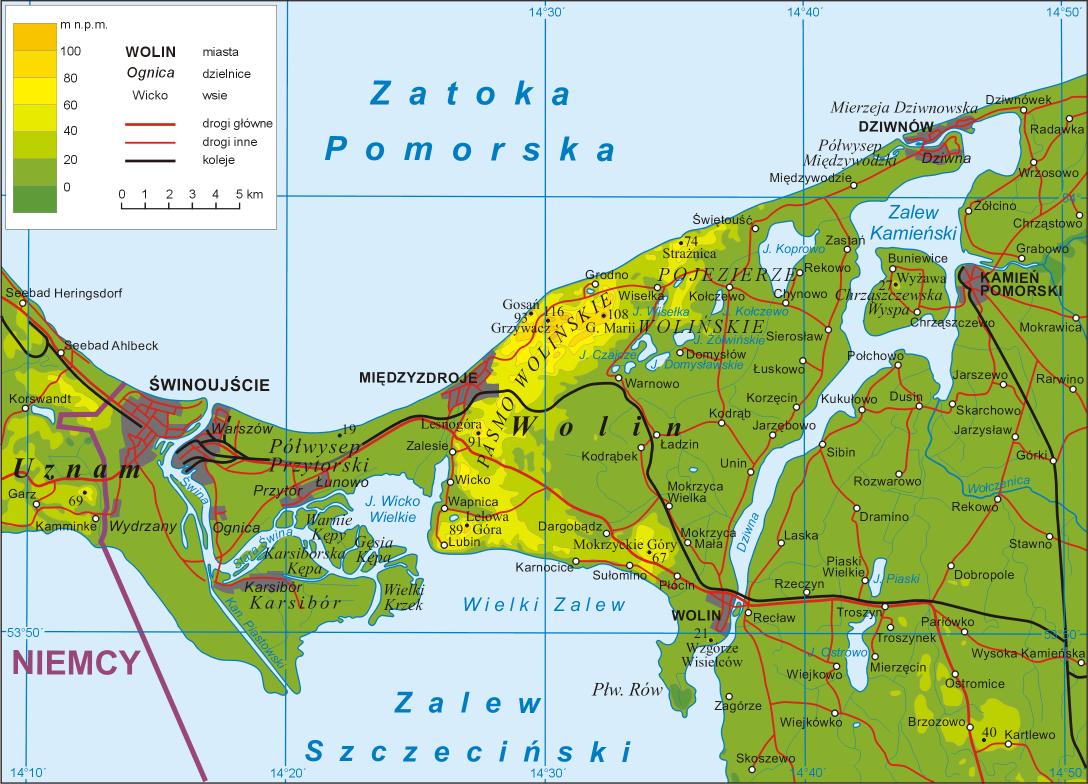
Mapa wyspy Wolin z zaznaczonym jeziorem

Jezioro Żółwińskie – jezioro rynnowe, położone jest w centralnej części wyspy Wolin w woj. zachodniopomorskim przy miejscowości Żółwino.
Brzegi jeziora są porośnięte trzciną. Podczas prac archeologicznych w okolicach zbiornika odnaleziono ślady cmentarzyska kultury łużyckiej z przełomu epoki brązu i żelaza.